# Danh sách bài hát thu âm bởi Lady Gaga

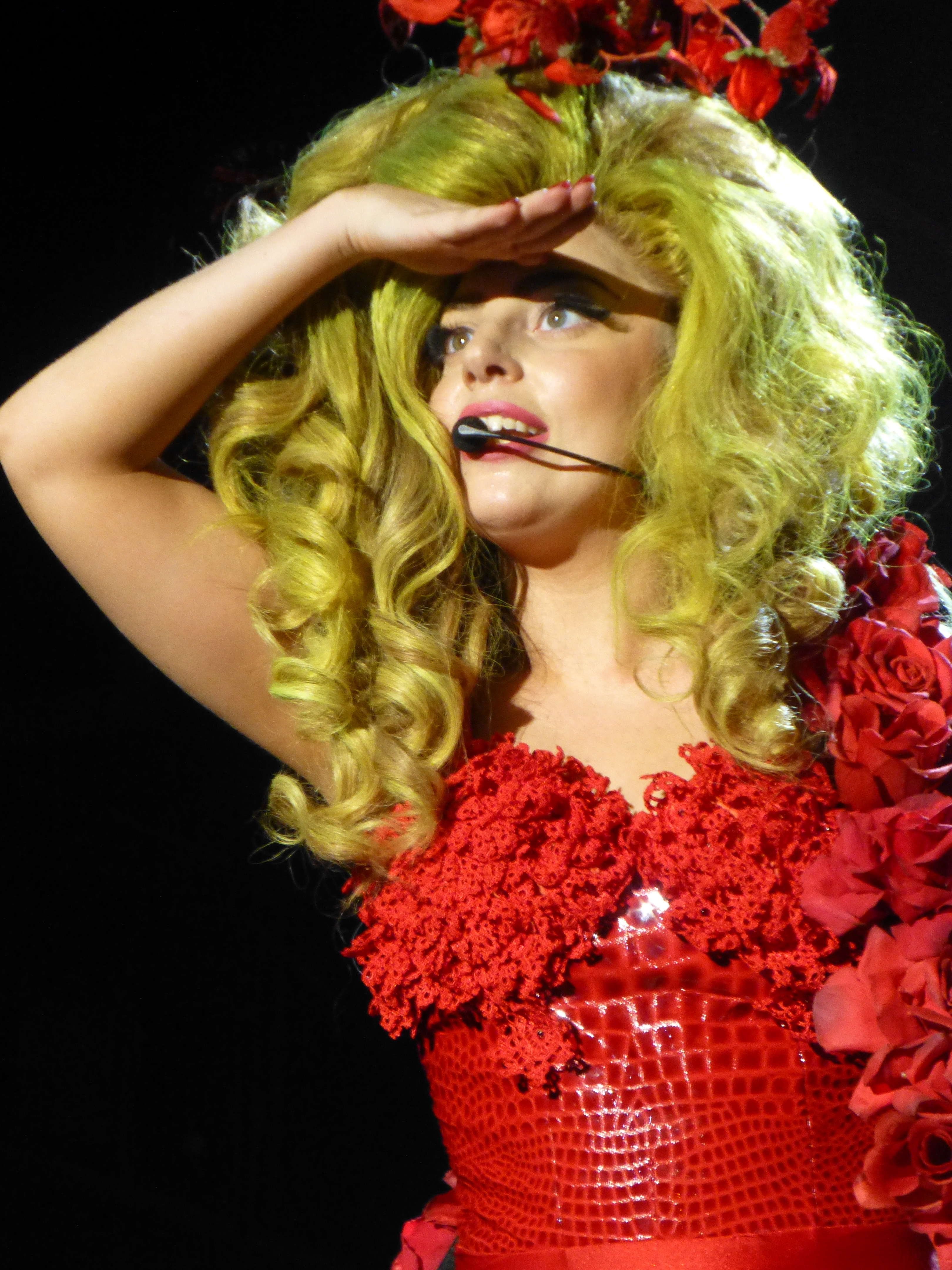
Gaga trình diễn trong chương trình hoà nhạc thường trú Lady Gaga Live at Roseland Ballroom vào năm 2014.

Ca sĩ và người viết bài hát người Mỹ Lady Gaga đã thu âm bài hát cho bảy album phòng thu và ba đĩa mở rộng (EP), đồng thời xuất hiện trong nhiều album của những nghệ sĩ khác. Sau khi rời khỏi Def Jam Recordings, Gaga trở thành người viết bài hát cho Sony/ATV Music Publishing, nơi Akon giúp cô ký một hợp đồng chung với Interscope Records và hãng thu âm riêng của anh, KonLive Distribution.
Sau khi gia nhập Interscope, Gaga bắt đầu thực hiện album đầu tay The Fame, ra mắt năm 2008. Album phát hành các đĩa đơn dẫn đầu bảng xếp hạng trên toàn cầu "Just Dance" và "Poker Face". Cô hợp tác với nhiều nhà sản xuất khác nhau, chủ yếu với RedOne, Fernando Garibay, Martin Kierszenbaum và Rob Fusari. Album mang ảnh hưởng từ nhạc pop thập niên 1980 và đề cập đến sự yêu thích danh vọng của Gaga cùng chủ đề về tình dục, tiền bạc và ma túy. Ban đầu dự định tái phát hành từ album đầu tay, một EP mang tên The Fame Monster (2009) được ra mắt với 8 bài hát mới. Các bài hát như "Speechless", "Alejandro" và "Bad Romance" đều do Gaga tự sáng tác. EP đề bật mặt tối của danh vọng, mô tả sự khác biệt giữ chúng với chủ đề âm dương.
Album thứ hai của Gaga Born This Way phát hành năm 2011. Cô tái hợp với RedOne và Garibay, cùng nhiều cộng sự mới như DJ Snake, DJ White Shadow, Jeppe Laursen và Robert John "Mutt" Lange. Album đề cập đến các chủ đề như tình dục, tôn giáo, sự tự do, chủ nghĩa nữ quyền và tự lập. Lấy cảm hứng lớn từ synthpop và dance-pop, album còn thể hiện nhiều phong cách âm nhạc mới mẻ từ Gaga như rock điện tử và techno. Ca từ của "Americano" và "Scheiße" lần lượt mang tiếng Tây Ban Nha và Đức. Bài hát chủ đề của album trở thành nhà quán quân thứ 1000 trên Billboard Hot 100. Cô cũng xuất hiện trong đĩa đơn "3-Way (The Golden Rule)" của The Lonely Island cùng Justin Timberlake, được lưu hành thông qua album The Wack Album.
Album thứ ba của Gaga, Artpop ra mắt năm 2013, bao gồm các đĩa đơn "Applause" và "Do What U Want". Trong vai trò điều hành sản xuất, cô hợp tác với nhiều cộng tác viên như DJ White Shadow, RedOne, Zedd và Madeon. Được mô tả là "một bữa tiệc ăn mừng và một hành trình âm nhạc đầy chất thơ", album này đề cập đến các chủ đề về danh vọng, tình yêu, tình dục, chủ nghĩa nữa quyền và phản ứng đến sự săm soi của giới truyền thông. Vào năm 2014, Gaga và Tony Bennett phát hành album hợp tác mang tên Cheek to Cheek, với thể loại jazz standards cùng các nhà soạn nhạc George Gershwin, Cole Porter, Jerome Kern và Irving Berlin. Album phòng thu thứ năm, Joanne có sự góp mặt của Mark Ronson trong vai trò giám đốc sản xuất, mang nhiều tính riêng tư và ảnh hưởng của gia đình, đi từ thể loại đồng quê, funk, pop, dance, rock, nhạc điện tử và folk. I
Gaga còn thu âm nhiều bài hát nhạc phim, bao gồm "Til It Happens to You" từ The Hunting Ground và "Fashion" trong Confessions of a Shopaholic.

## Danh sách bài hát

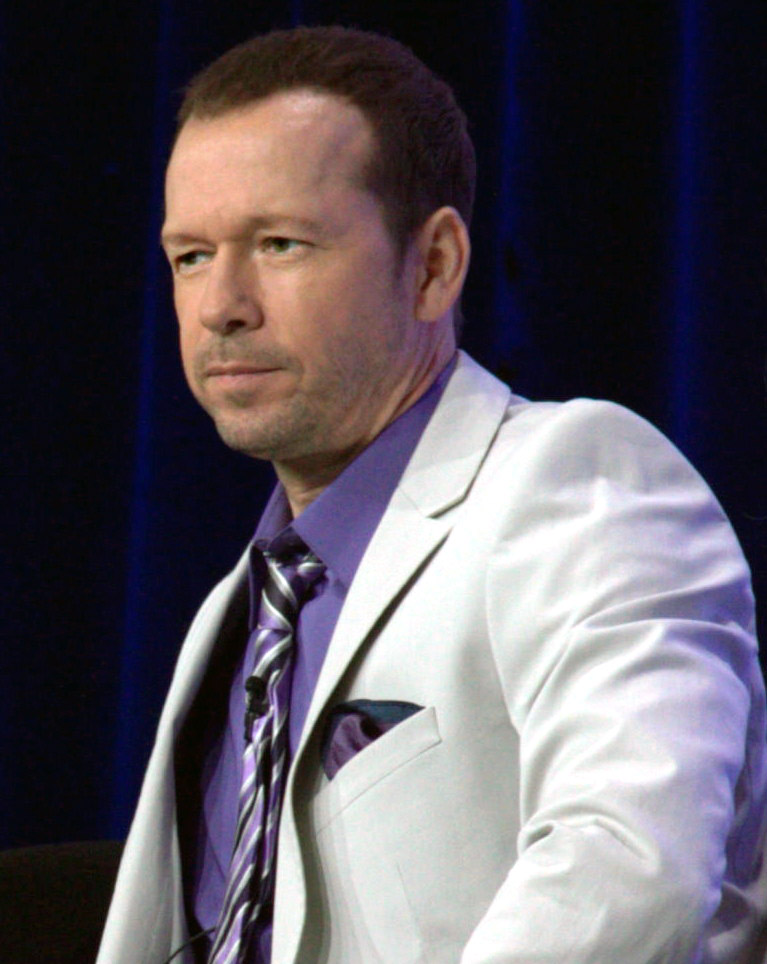
Donnie Wahlberg là một trong những nhà đồng sáng tác "Big Girl Now", một bài hát của New Kids on the Block, hợp tác cùng Gaga.

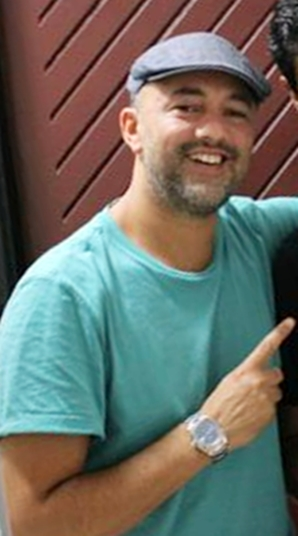
RedOne đồng sáng tác nhiều bài hát cùng Gaga, bao gồm đĩa đơn đầu tay "Just Dance", đạt hạng nhất Billboard Hot 100.

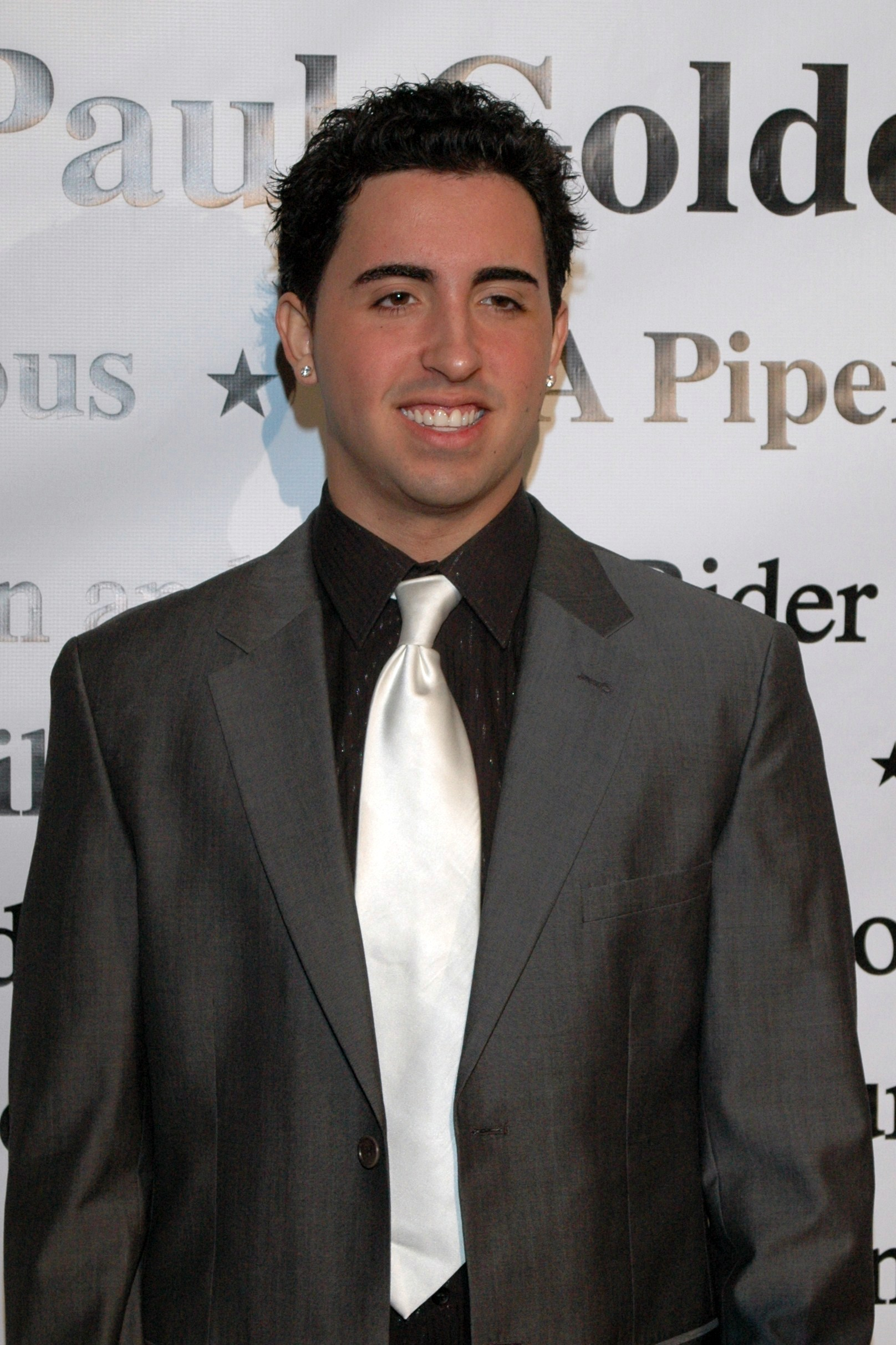
Colby O'Donis xuất hiện làm khách mời trong "Just Dance"

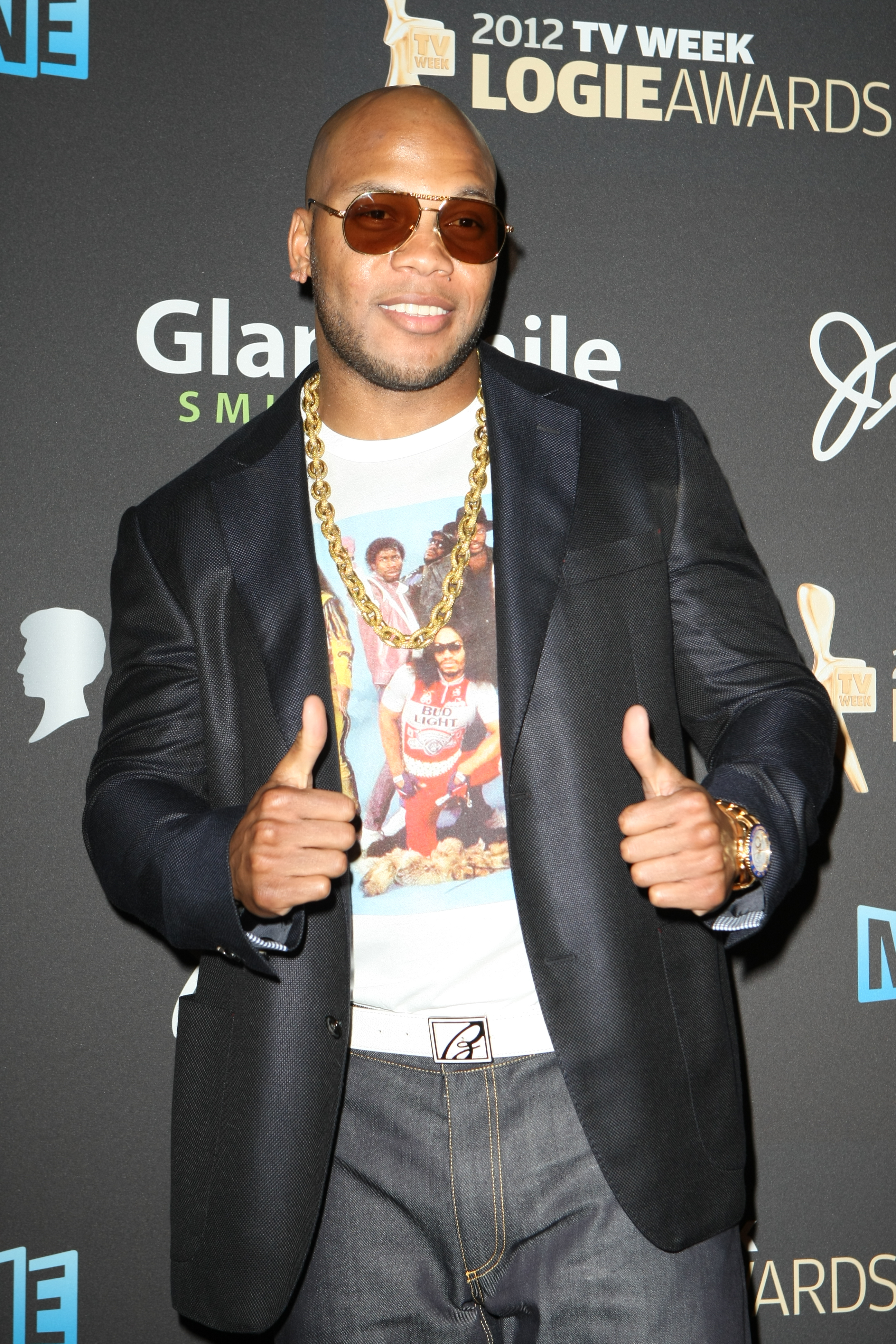
Flo Rida đồng sáng tác và xuất hiện trong đĩa đơn "Starstruck".

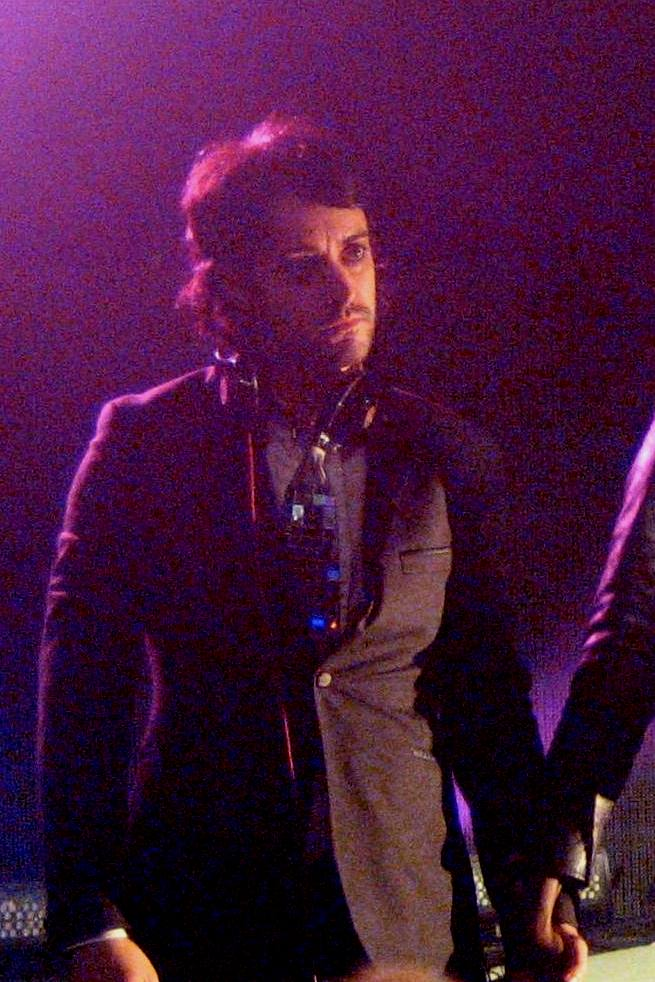
Nick Dresti sáng tác "Monster", "So Happy I Could Die" và "Starstruck" với Gaga.

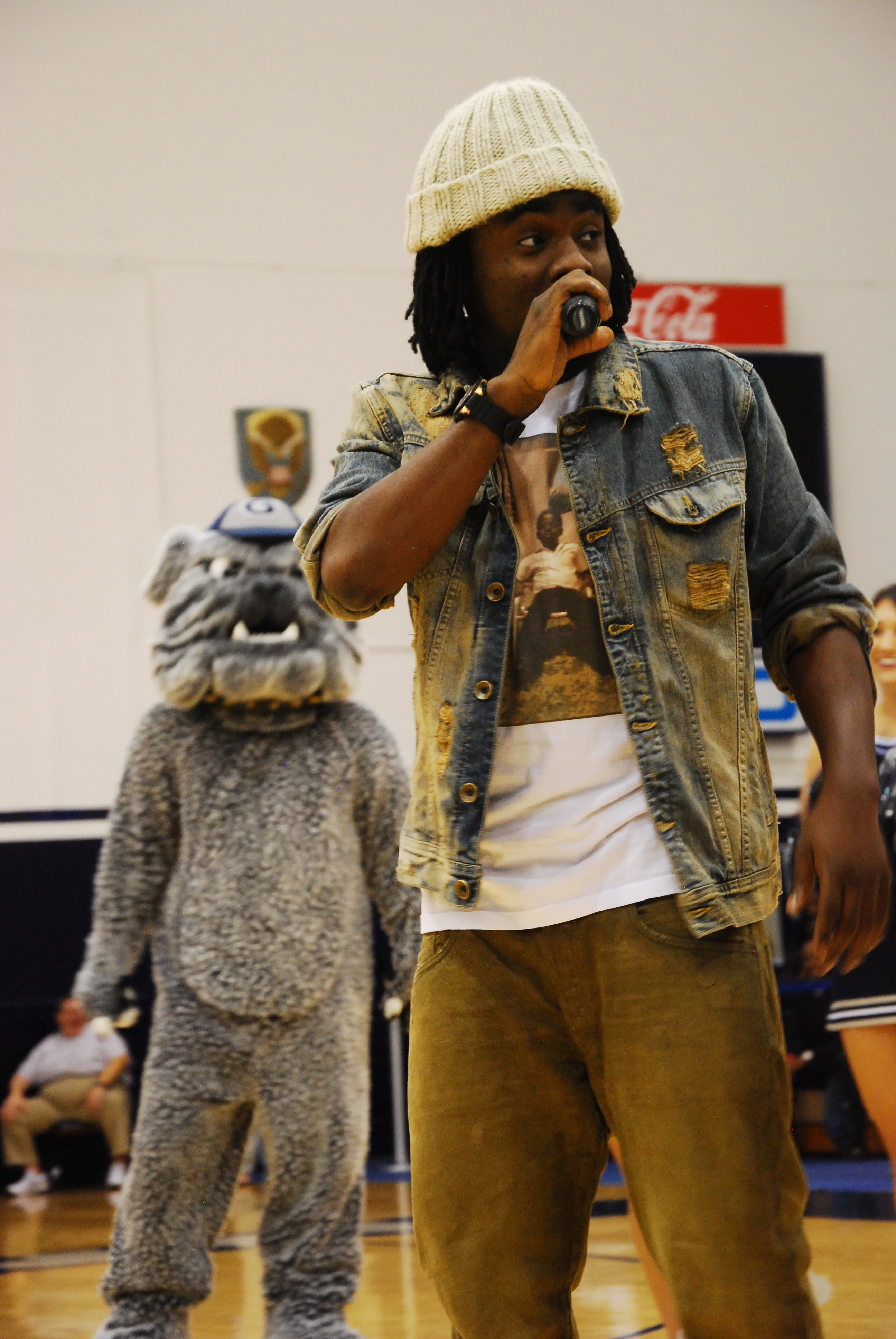
Gaga xuất hiện làm khách mời trong bài hát của Wale, "Chillin".

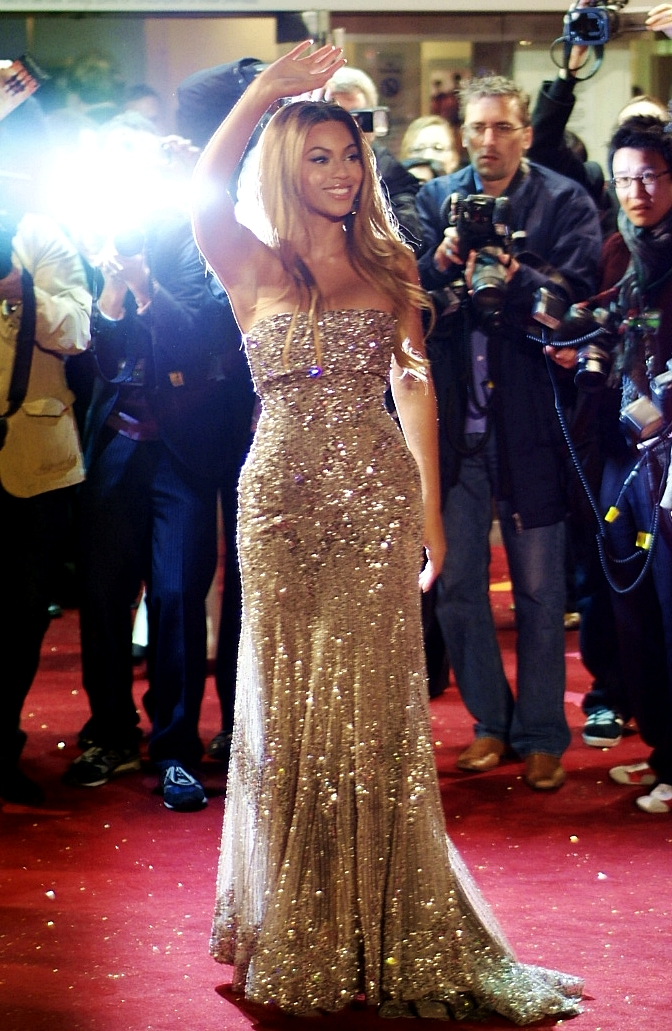
Beyoncé đồng sáng tác và xuất hiện trong đĩa đơn "Telephone". Cả hai tái hợp lần nữa trong phiên bản phối lại của "Video Phone".

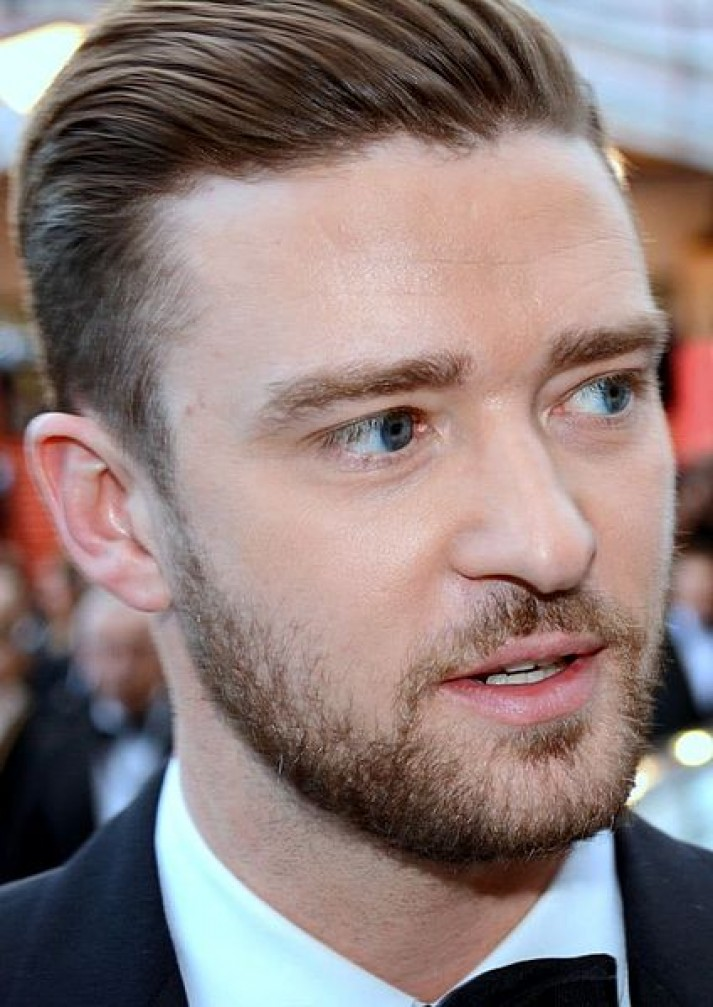
Justin Timberlake và Gaga hợp tác trong đĩa đơn của The Lonely Island, "3-Way (The Golden Rule)".

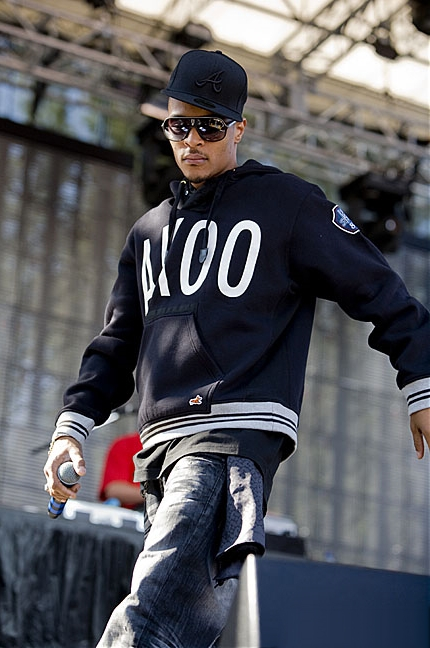
T.I. đồng sáng tác "Jewels N' Drugs" và xuất hiện trong tư cách khách mời.

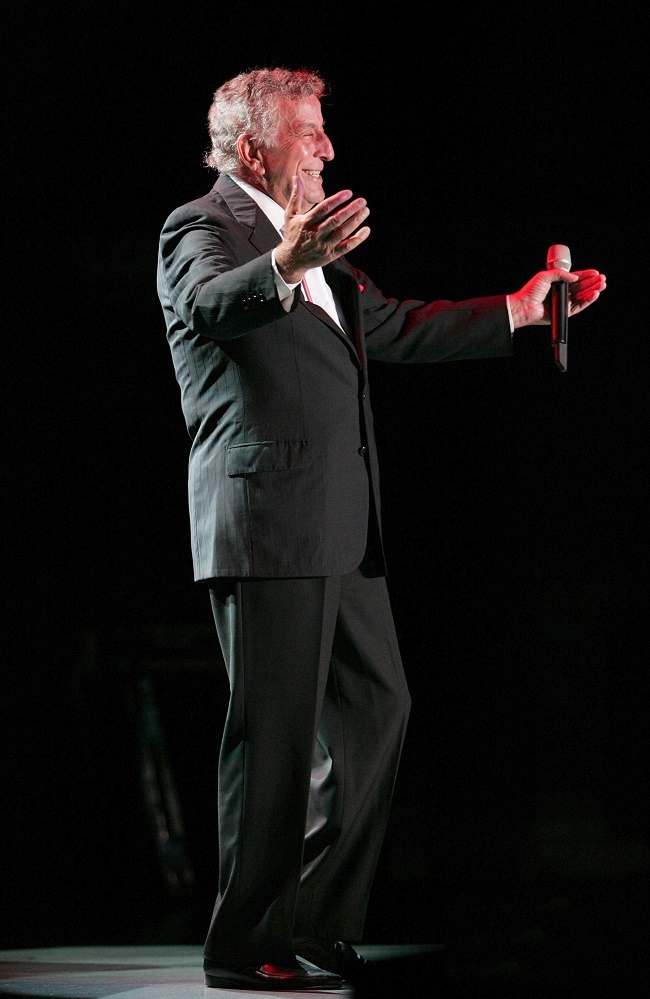
Tony Bennett hợp tác cùng Gaga trong bài hát "The Lady Is a Tramp" và album Cheek to Cheek.

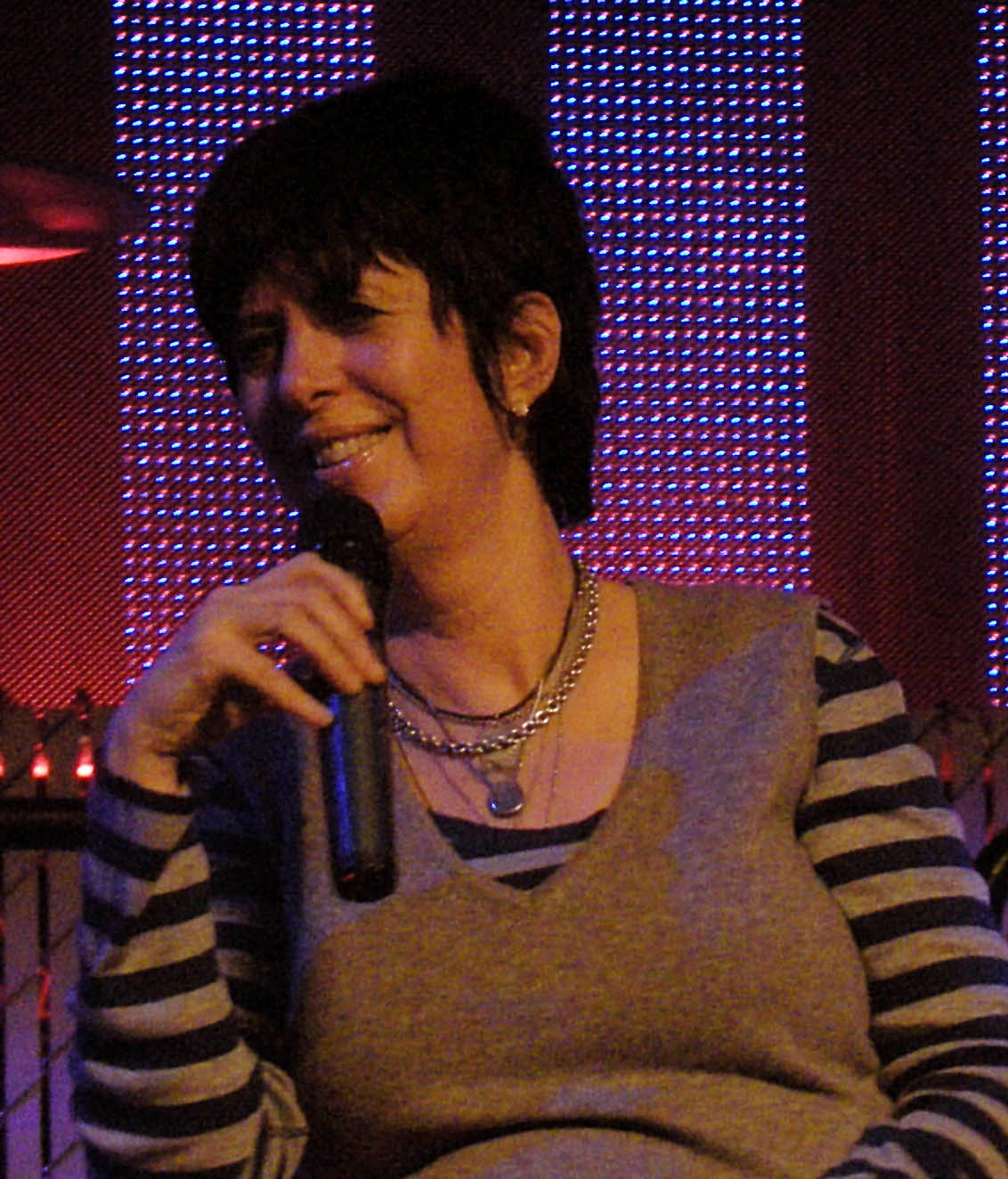
Diane Warren đồng sáng tác "Til It Happens to You" cho bộ phim tài liệu The Hunting Ground (2015).

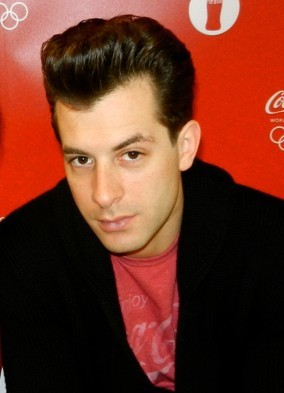
Mark Ronson đồng sáng tác và giám đốc sản xuất cho Joanne.

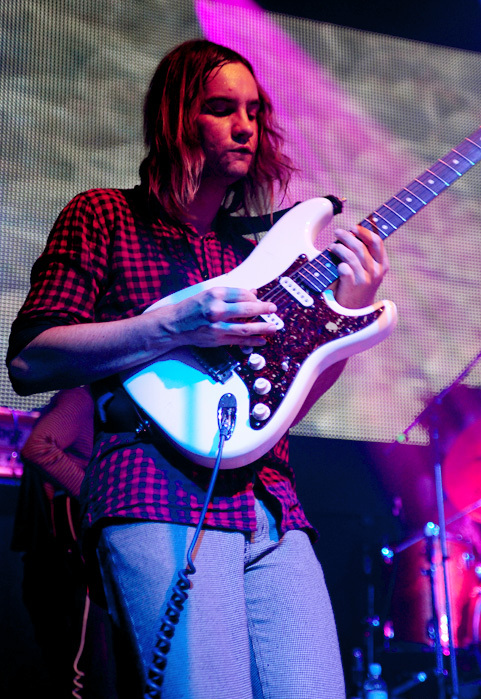
Kevin Parker đồng sáng tác và sản xuất cho "Perfect Illusion".

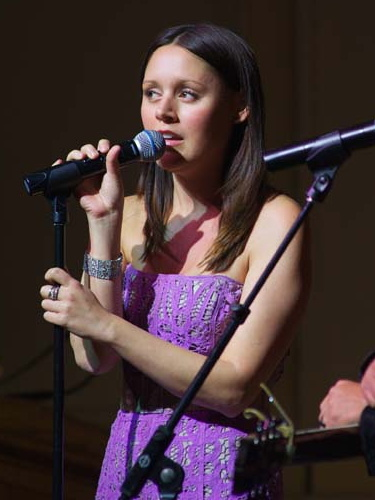
Hillary Lindsey đồng sáng tác "A-Yo", "Million Reasons" và "Grigio Girls".

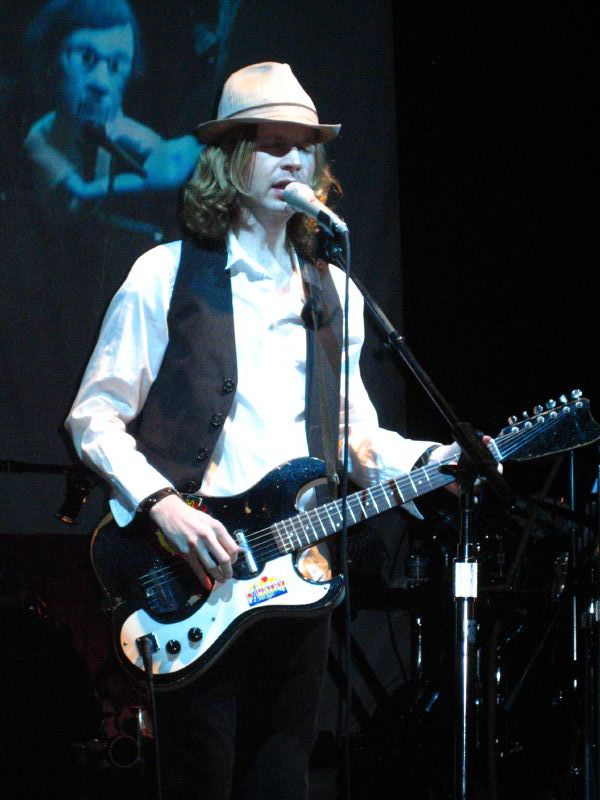
Beck đồng sáng tác "Dancin' in Circles".

| • | Bài hát có một phần lời không phải tiếng Anh |
|   | Bài hát có giọng hát đệm của Lady Gaga       |
|   | Bài hát do Lady Gaga hát lại                 |
| ‡ | Bài hát được viết hoàn toàn bởi Lady Gaga    |

| Bài hát                                                                       | Nghệ sĩ hợp tác                           | Sáng tác | Album                                                       | Năm  | Nguồn         |
| ----------------------------------------------------------------------------- | ----------------------------------------- | --- | ----------------------------------------------------------- | ---- | ------------- |
| "1000 Doves"                                                                  | Không                                     | Lady Gaga BloodPop Martin Joseph Léonard Bresso | Chromatica                                                  | 2020 | [ 13 ]        |
| "1000 Doves" (Piano Demo)                                                     | Không                                     | Không rõ | Chromatica                                                  | 2020 | [ 13 ]        |
| "3-Way (The Golden Rule)"                                                     | The Lonely Island Justin Timberlake       | Andy Samberg Akiva Schaffer Jorma Taccone Justin Timberlake Alex Schwartz Joe Khajadourian                                                                          | The Wack Album                                              | 2011 | [ 14 ]        |
| "911"                                                                         | Không                                     | Lady Gaga BloodPop Madeon Justin Tranter | Chromatica                                                  | 2020 | [ 13 ]        |
| "A-Yo"                                                                        | Không                                     | Lady Gaga Hillary Lindsey Mark Ronson BloodPop | Joanne                                                      | 2016 | [ 15 ]        |
| "Again Again"                                                                 | Không                                     | Lady Gaga Rob Fusari | The Fame                                                    | 2008 | [ 4 ]         |
| "Alejandro" •                                                                 | Không                                     | Lady Gaga RedOne | The Fame Monster                                            | 2009 | [ 6 ]         |
| "Alice"                                                                       | Không                                     | Lady Gaga BloodPop Axel Hedfors Justin Tranter Johannes Klahr | Chromatica                                                  | 2020 | [ 13 ]        |
| "Always Remember Us This Way"                                                 | Không                                     | Lady Gaga Natalie Hemby Hillary Lindsey Lori McKenna | A Star Is Born                                              | 2018 | [ 17 ]        |
| "Americano" •                                                                 | Không                                     | Lady Gaga Fernando Garibay Paul "DJ White Shadow" Blair Cheche Alara                                                                                                | Born This Way                                               | 2011 | [ 19 ]        |
| "Angel Down"                                                                  | Không                                     | Lady Gaga RedOne | Joanne                                                      | 2016 | [ 15 ]        |
| "Angel Down" (Work Tape)                                                      | Không                                     | Lady Gaga RedOne | Joanne                                                      | 2016 | [ 15 ]        |
| "Anything Goes"                                                               | Tony Bennett                              | Cole Porter | Cheek to Cheek                                              | 2014 | [ 10 ]        |
| "Applause"                                                                    | Không                                     | Lady Gaga Paul "DJ White Shadow" Blair Dino Zisis Nick Monson Martin Bresso Nicholas Mercier Julien Arias William Grigahcine                                        | Artpop                                                      | 2013 | [ 20 ]        |
| "Artpop"                                                                      | Không                                     | Lady Gaga Paul "DJ White Shadow" Blair Dino Zisis Nick Monson | Artpop                                                      | 2013 | [ 20 ]        |
| "Aura"                                                                        | Không                                     | Lady Gaga Anton Zaslavski Amit Duvdevani Erez Eisen | Artpop                                                      | 2013 | [ 20 ]        |
| "Baby, It's Cold Outside"                                                     | Tony Bennett                              | Frank Loesser | Không                                                       | 2015 | [ 21 ]        |
| "Babylon"                                                                     | Không                                     | Lady Gaga BloodPop Matthew Burns | Chromatica                                                  | 2020 | [ 13 ]        |
| "Bad Kids"                                                                    | Không                                     | Lady Gaga Jeppe Laursen Fernando Garibay Paul "DJ White Shadow" Blair                                                                                               | Born This Way                                               | 2011 | [ 19 ]        |
| "Bad Romance" •                                                               | Không                                     | Lady Gaga RedOne | The Fame Monster                                            | 2009 | [ 6 ]         |
| "Bang Bang (My Baby Shot Me Down)" (Live from Jazz at Lincoln Center)         | Không                                     | Sonny Bono | Cheek to Cheek                                              | 2014 | [ 10 ]        |
| "Beautiful, Dirty, Rich"                                                      | Không                                     | Lady Gaga Rob Fusari | The Fame                                                    | 2008 | [ 4 ]         |
| "Before I Cry"                                                                | Không                                     | Lady Gaga Mark Nilan Jr. Nick Monson Paul "DJWS" Blair | A Star Is Born                                              | 2018 | [ 17 ]        |
| "Bewitched, Bothered and Bewildered" (Live from Jazz at Lincoln Center)       | Không                                     | Richard Rodgers Lorenz Hart | Cheek to Cheek                                              | 2014 | [ 10 ]        |
| "Big Girl Now"                                                                | New Kids on the Block                     | RedOne Donnie Wahlberg Jordan Knight | The Block                                                   | 2008 | [ 23 ]        |
| "Bitch, Don't Kill My Vibe" (The LG Mix)                                      | Kendrick Lamar                            | Lady Gaga Kendrick Duckworth Mark Spears Robin Braun Vindahl Friis Lykke Schmidt                                                                                    | Không                                                       | 2012 | [ 24 ]        |
| "Black Jesus + Amen Fashion"                                                  | Không                                     | Lady Gaga Paul "DJ White Shadow" Blair | Born This Way                                               | 2011 | [ 19 ]        |
| "Bloody Mary" •                                                               | Không                                     | Lady Gaga Fernando Garibay Paul "DJ White Shadow" Blair | Born This Way                                               | 2011 | [ 19 ]        |
| "Born This Way" •                                                             | Không                                     | Lady Gaga Jeppe Laursen | Born This Way                                               | 2011 | [ 19 ]        |
| "Born This Way" (The Country Road Version) •                                  | Không                                     | Lady Gaga Jeppe Laursen | Born This Way                                               | 2011 | [ 19 ]        |
| "Born This Way" (Live from the Apollo) •                                      | Không                                     | Lady Gaga Jeppe Laursen | Lady Gaga Live from the Apollo (as Broadcast on SiriusXM)   | 2019 | [ 27 ]        |
| "Boys Boys Boys"                                                              | Không                                     | Lady Gaga RedOne | The Fame                                                    | 2008 | [ 4 ]         |
| "Brown Eyes"                                                                  | Không                                     | Lady Gaga Rob Fusari | The Fame                                                    | 2008 | [ 4 ]         |
| "But Beautiful"                                                               | Tony Bennett                              | Jimmy Van Heusen Johnny Burke | Cheek to Cheek                                              | 2014 | [ 10 ]        |
| "Carolina"                                                                    | Lukas Nelson & Promise of the Real Lucius | Lukas Nelson & Promise of the Real | Lukas Nelson & Promise of the Real                          | 2017 | [ 28 ]        |
| "Cheek to Cheek"                                                              | Tony Bennett                              | Irving Berlin | Cheek to Cheek                                              | 2014 | [ 10 ]        |
| "Chillin'"                                                                    | Wale                                      | Lady Gaga Olubowale Akintimehin Gary De Carlo Dale Frashuer Roy C Hammond Paul Leka Andre Christopher Lyon Makeba Riddick Kirk Robinson Marcello Valenzano          | Attention Deficit                                           | 2009 | [ 29 ]        |
| "Christmas Tree"                                                              | Space Cowboy                              | Lady Gaga Nicolas Dresti | Không                                                       | 2008 | [ 4 ]         |
| "Chromatica I"                                                                | Không                                     | Lady Gaga Morgan Kibby | Chromatica                                                  | 2020 | [ 13 ]        |
| "Chromatica II"                                                               | Không                                     | Lady Gaga Morgan Kibby | Chromatica                                                  | 2020 | [ 13 ]        |
| "Chromatica III"                                                              | Không                                     | Lady Gaga Morgan Kibby | Chromatica                                                  | 2020 | [ 13 ]        |
| "Come to Mama"                                                                | Không                                     | Lady Gaga Josh Tillman Mark Ronson Emile Haynie | Joanne                                                      | 2016 | [ 15 ]        |
| "The Cure"                                                                    | Không                                     | Lady Gaga Paul "DJ White Shadow" Blair Lukas Nelson Mark Nilan Nick Monson                                                                                          | Không                                                       | 2017 | [ 30 ]        |
| "Dance in the Dark"                                                           | Không                                     | Lady Gaga Fernando Garibay | The Fame Monster                                            | 2009 | [ 6 ]         |
| "Dancin' in Circles"                                                          | Không                                     | Lady Gaga Beck BloodPop Mark Ronson | Joanne                                                      | 2016 | [ 15 ]        |
| "Diamond Heart"                                                               | Không                                     | Lady Gaga Mark Ronson Josh Homme | Joanne                                                      | 2016 | [ 15 ]        |
| "Diggin' My Grave"                                                            | Bradley Cooper                            | Paul Kennerley | A Star Is Born                                              | 2018 | [ 17 ]        |
| "Disco Heaven"                                                                | Không                                     | Lady Gaga Rob Fusari Tom Kafafian | The Fame                                                    | 2008 | [ 4 ]         |
| "Do I Love You"                                                               | Không                                     | Cole Porter | Love for Sale                                               | 2021 | [ 31 ]        |
| "Do What U Want"                                                              | R. Kelly                                  | Lady Gaga Paul "DJ White Shadow" Blair Martin Bresso R. Kelly William Grigahcine                                                                                    | Artpop                                                      | 2013 | [ 20 ]        |
| "Do What U Want" (Remix)                                                      | Christina Aguilera                        | Lady Gaga Paul "DJ White Shadow" Blair Martin Bresso R. Kelly William Grigahcine                                                                                    | Không                                                       | 2014 | [ 32 ]        |
| "Donatella"                                                                   | Không                                     | Lady Gaga Anton Zaslavski | Artpop                                                      | 2013 | [ 20 ]        |
| "Don't Let Me Be Misunderstood"                                               | Brian Newman                              | Bennie Benjamin Gloria Caldwell Sol Marcus | Showboat                                                    | 2018 | [ 33 ]        |
| "Dope"                                                                        | Không                                     | Lady Gaga Paul "DJ White Shadow" Blair Nick Monson Dino Zisis | Artpop                                                      | 2013 | [ 20 ]        |
| "Dream Dancing"                                                               | Tony Bennett                              | Cole Porter | Love for Sale                                               | 2021 | [ 31 ]        |
| "The Edge of Glory"                                                           | Không                                     | Lady Gaga Fernando Garibay Paul "DJ White Shadow" Blair | Born This Way                                               | 2011 | [ 19 ]        |
| "The Edge of Glory" (Live Version)                                            | Không                                     | Lady Gaga Fernando Garibay Paul "DJ White Shadow" Blair | A Very Gaga Holiday                                         | 2011 | [ 34 ]        |
| "Eh, Eh (Nothing Else I Can Say)" •                                           | Không                                     | Lady Gaga Martin Kierszenbaum | The Fame                                                    | 2008 | [ 4 ]         |
| "Eh, Eh (Nothing Else I Can Say)" (Electric Piano & Human Beat Box Version) • | Không                                     | Lady Gaga Martin Kierszenbaum | The Cherrytree Sessions                                     | 2009 | [ 36 ]        |
| "Electric Chapel"                                                             | Không                                     | Lady Gaga Paul "DJ White Shadow" Blair | Born This Way                                               | 2011 | [ 19 ]        |
| "Enigma"                                                                      | Không                                     | Lady Gaga Morgan Kibby Matthew Burns Jacob "Jkash" Hindlin | Chromatica                                                  | 2020 | [ 13 ]        |
| "Ev'ry Time We Say Goodbye"                                                   | Không                                     | Cole Porter | Cheek to Cheek                                              | 2014 | [ 10 ]        |
| "The Fame"                                                                    | Không                                     | Lady Gaga Martin Kierszenbaum | The Fame                                                    | 2008 | [ 4 ]         |
| "Fashion"                                                                     | Không                                     | Lady Gaga RedOne | Confessions of a Shopaholic                                 | 2009 | [ 37 ]        |
| "Fashion!"                                                                    | Không                                     | Lady Gaga Paul "DJ White Shadow" Blair | Artpop                                                      | 2013 | [ 20 ]        |
| "Fashion of His Love"                                                         | Không                                     | Lady Gaga Fernando Garibay | Born This Way                                               | 2011 | [ 19 ]        |
| "Find Yourself"                                                               | Lukas Nelson & Promise of the Real        | Lukas Nelson & Promise of the Real | Lukas Nelson & Promise of the Real                          | 2017 | [ 28 ]        |
| "Firefly"                                                                     | Tony Bennett                              | Cy Coleman Carolyn Leigh | Cheek to Cheek                                              | 2014 | [ 10 ]        |
| "Fountain of Truth"                                                           | Melle Mel                                 | Lady Gaga Melle Mel Cricket Casey | The Portal in the Park (bonus CD audio book)                | 2006 | [ 38 ]        |
| "Free Woman"                                                                  | Không                                     | Lady Gaga BloodPop Axel Hedfors Johannes Klahr | Chromatica                                                  | 2020 | [ 13 ]        |
| "Fun Tonight"                                                                 | Không                                     | Lady Gaga BloodPop Matthew Burns Rami Yacoub | Chromatica                                                  | 2020 | [ 13 ]        |
| "Goody Goody"                                                                 | Tony Bennett                              | Matty Malneck Johnny Mercer | Cheek to Cheek                                              | 2014 | [ 10 ]        |
| "Government Hooker" •                                                         | Không                                     | Lady Gaga Fernando Garibay Paul "DJ White Shadow" Blair | Born This Way                                               | 2011 | [ 19 ]        |
| "Grigio Girls" •                                                              | Không                                     | Lady Gaga Hillary Lindsey Mark Ronson BloodPop | Joanne                                                      | 2016 | [ 15 ]        |
| "G.U.Y."                                                                      | Không                                     | Lady Gaga Anton Zaslavski | Artpop                                                      | 2013 | [ 20 ]        |
| "Gypsy"                                                                       | Không                                     | Lady Gaga Paul "DJ White Shadow" Blair RedOne | Artpop                                                      | 2013 | [ 20 ]        |
| "Hair"                                                                        | Không                                     | Lady Gaga RedOne | Born This Way                                               | 2011 | [ 19 ]        |
| "Hair Body Face"                                                              | Không                                     | Lady Gaga Mark Nilan Jr. Nick Monson Paul "DJWS" Blair | A Star Is Born                                              | 2018 | [ 17 ]        |
| "Heal Me"                                                                     | Không                                     | Lady Gaga Mark Nilan Jr. Nick Monson Paul "DJWS" Blair Julia Michaels Justin Tranter                                                                                | A Star Is Born                                              | 2018 | [ 17 ]        |
| "Heavy Metal Lover"                                                           | Không                                     | Lady Gaga Fernando Garibay | Born This Way                                               | 2011 | [ 19 ]        |
| "Hello, Hello"                                                                | Elton John                                | Lady Gaga Bernie Taupin Elton John | Không                                                       | 2011 | [ 41 ]        |
| "Hey Girl"                                                                    | Florence Welch                            | Lady Gaga Florence Welch Mark Ronson | Joanne                                                      | 2016 | [ 15 ]        |
| "Highway Unicorn (Road to Love)"                                              | Không                                     | Lady Gaga Fernando Garibay Paul "DJ White Shadow" Blair RedOne | Born This Way                                               | 2011 | [ 19 ]        |
| "Hold My Hand"                                                                | Không                                     | Lady Gaga BloodPop | Top Gun: Maverick (Music from the Motion Picture)           | 2022 | [ 42 ]        |
| "I Can't Give You Anything But Love                                           | Tony Bennett                              | Jimmy McHugh Dorothy Fields | Cheek to Cheek                                              | 2014 | [ 10 ]        |
| "I Concentrate on You"                                                        | Tony Bennett                              | Cole Porter | Love for Sale                                               | 2021 | [ 31 ]        |
| "I Don't Know What Love Is"                                                   | Bradley Cooper                            | Lady Gaga Lukas Nelson | A Star Is Born                                              | 2018 | [ 17 ]        |
| "I Get a Kick Out of You"                                                     | Tony Bennett                              | Cole Porter | Love for Sale                                               | 2021 | [ 31 ]        |
| "I Like It Rough"                                                             | Không                                     | Lady Gaga Martin Kierszenbaum | The Fame                                                    | 2008 | [ 4 ]         |
| "I Wanna Be With You" (Live at iTunes Festival 2013)                          | Không                                     | Không rõ | Artpop                                                      | 2013 | [ 20 ]        |
| "I Want Your Love"                                                            | Nile Rodgers Chic                         | Nile Rodgers Bernard Edwards | It's About Time                                             | 2018 | [ 45 ]        |
| "I Won't Dance"                                                               | Tony Bennett                              | Jerome Kern Oscar Hammerstein II Otto Harbach | Cheek to Cheek                                              | 2014 | [ 10 ]        |
| "I'll Never Love Again" (Extended Version)                                    | Không                                     | Lady Gaga Natalie Hemby Hillary Lindsey Aaron Raitiere | A Star Is Born                                              | 2018 | [ 17 ]        |
| "I'll Never Love Again" (Film Version)                                        | Bradley Cooper                            | Lady Gaga Natalie Hemby Hillary Lindsey Aaron Raitiere | A Star Is Born                                              | 2018 | [ 17 ]        |
| "I've Got You Under My Skin"                                                  | Tony Bennett                              | Cole Porter | Love for Sale                                               | 2021 | [ 31 ]        |
| "Is That Alright?"                                                            | Không                                     | Lady Gaga Mark Nilan Jr. Nick Monson Paul "DJWS" Blair Aaron Raitiere                                                                                               | A Star Is Born                                              | 2018 | [ 17 ]        |
| "It Don't Mean a Thing (If It Ain't Got That Swing)"                          | Tony Bennett                              | Duke Ellington Irving Mills | Cheek to Cheek                                              | 2014 | [ 10 ]        |
| "It's De-Lovely"                                                              | Tony Bennett                              | Cole Porter | Love for Sale                                               | 2021 | [ 31 ]        |
| "Jewels N' Drugs"                                                             | T.I. Too Short Twista                     | Lady Gaga Paul "DJ White Shadow" Blair Nick Monson Dino Zisis Twista Too Short Clifford Harris                                                                      | Artpop                                                      | 2013 | [ 20 ]        |
| "Joanne"                                                                      | Không                                     | Lady Gaga Mark Ronson | Joanne                                                      | 2016 | [ 15 ]        |
| "Joanne (Where Do You Think You're Goin'?)" [Piano Version]                   | Không                                     | Lady Gaga Mark Ronson | Không                                                       | 2018 | [ 46 ]        |
| "John Wayne"                                                                  | Không                                     | Lady Gaga Mark Ronson | Joanne                                                      | 2016 | [ 15 ]        |
| "Judas"                                                                       | Không                                     | Lady Gaga RedOne | Born This Way                                               | 2011 | [ 19 ]        |
| "Just Another Day"                                                            | Không                                     | Lady Gaga ‡ | Joanne                                                      | 2016 | [ 15 ]        |
| "Just Dance"                                                                  | Colby O'Donis                             | Lady Gaga Aliaun Thiam RedOne | The Fame                                                    | 2008 | [ 4 ]         |
| "Just Dance" (Stripped Down Version)                                          | Không                                     | Lady Gaga Aliaun Thiam RedOne | The Cherrytree Sessions                                     | 2009 | [ 36 ]        |
| "La Vie en rose" •                                                            | Không                                     | Édith Piaf Louiguy Marguerite Monnot | A Star Is Born                                              | 2018 | [ 17 ]        |
| "La Vie en rose" (Live) •                                                     | Không                                     | Édith Piaf Louiguy Marguerite Monnot | Tony Bennett Celebrates 90                                  | 2016 | [ 50 ]        |
| "The Lady Is a Tramp"                                                         | Tony Bennett                              | Richard Rodgers Lorenz Hart | Duets II                                                    | 2011 | [ 51 ]        |
| "The Lady Is a Tramp" (Live)                                                  | Không                                     | Richard Rodgers Lorenz Hart | Tony Bennett Celebrates 90                                  | 2016 | [ 50 ]        |
| "Let's Do It (Let's Fall In Love)"                                            | Không                                     | Cole Porter | Love for Sale                                               | 2021 | [ 31 ]        |
| "Let's Face the Music and Dance"                                              | Tony Bennett                              | Irving Berlin | Cheek to Cheek                                              | 2014 | [ 10 ]        |
| "Look What I Found"                                                           | Không                                     | Lady Gaga Mark Nilan Jr. Nick Monson Paul "DJWS" Blair Lukas Nelson Aaron Raitiere                                                                                  | A Star Is Born                                              | 2018 | [ 17 ]        |
| "Love for Sale"                                                               | Tony Bennett                              | Cole Porter | Love for Sale                                               | 2021 | [ 31 ]        |
| "Love Me Right"                                                               | Không                                     | Lady Gaga BloodPop Burns | Chromatica                                                  | 2020 | [ 13 ] [ 52 ] |
| "LoveGame"                                                                    | Không                                     | Lady Gaga RedOne | The Fame                                                    | 2008 | [ 4 ]         |
| "Lush Life"                                                                   | Không                                     | Billy Strayhorn | Cheek to Cheek                                              | 2014 | [ 10 ]        |
| "Make Her Say"                                                                | Kid Cudi Kanye West Common                | Kid Cudi Kanye West Common Lady Gaga RedOne | Man on the Moon: The End of Day                             | 2009 | [ 53 ]        |
| "Manicure"                                                                    | Không                                     | Lady Gaga Paul "DJ White Shadow" Blair Dino Zisis Nick Monson | Artpop                                                      | 2013 | [ 20 ]        |
| "Marry the Night"                                                             | Không                                     | Lady Gaga Fernando Garibay | Born This Way                                               | 2011 | [ 19 ]        |
| "Mary Jane Holland"                                                           | Không                                     | Lady Gaga Hugo Leclercq | Artpop                                                      | 2013 | [ 20 ]        |
| "Million Reasons"                                                             | Không                                     | Lady Gaga Hillary Lindsey | Joanne                                                      | 2016 | [ 15 ]        |
| "Million Reasons" (Work Tape)                                                 | Không                                     | Lady Gaga Hillary Lindsey | Joanne                                                      | 2016 | [ 54 ]        |
| "Money Honey"                                                                 | Không                                     | Lady Gaga Bilal Hajji RedOne | The Fame                                                    | 2008 | [ 4 ]         |
| "Monster"                                                                     | Không                                     | Lady Gaga Nick Dresti RedOne | The Fame Monster                                            | 2009 | [ 6 ]         |
| "Murder My Heart"                                                             | Michael Bolton                            | Lady Gaga Michael Bolton Michael Mani Jordan Omley | One World One Love                                          | 2009 | [ 55 ]        |
| "Music to My Eyes"                                                            | Bradley Cooper                            | Lady Gaga Lukas Nelson | A Star Is Born                                              | 2018 | [ 17 ]        |
| "Nature Boy"                                                                  | Tony Bennett                              | eden ahbez | Cheek to Cheek                                              | 2014 | [ 10 ]        |
| "Night and Day"                                                               | Tony Bennett                              | Cole Porter | Love for Sale                                               | 2021 | [ 31 ]        |
| "Orange Colored Sky"                                                          | Không                                     | Milton DeLugg Willie Stein | A Very Gaga Holiday                                         | 2011 | [ 34 ]        |
| "Paparazzi"                                                                   | Không                                     | Lady Gaga Rob Fusari | The Fame                                                    | 2008 | [ 4 ]         |
| "Paper Gangsta"                                                               | Không                                     | Lady Gaga RedOne | The Fame                                                    | 2008 | [ 4 ]         |
| "Perfect Illusion"                                                            | Không                                     | Lady Gaga Kevin Parker Mark Ronson | Joanne                                                      | 2016 | [ 15 ]        |
| "Plastic Doll"                                                                | Không                                     | Lady Gaga BloodPop Skrillex Rami Yacoub Jacob "Jkash" Hindlin | Chromatica                                                  | 2020 | [ 13 ]        |
| "Poker Face"                                                                  | Không                                     | Lady Gaga RedOne | The Fame                                                    | 2008 | [ 4 ]         |
| "Poker Face" (Live from the Apollo)                                           | Không                                     | Lady Gaga RedOne | Lady Gaga Live from the Apollo (as Broadcast on SiriusXM)   | 2019 | [ 27 ]        |
| "Poker Face" (Piano & Voice Version)                                          | Không                                     | Lady Gaga RedOne | The Cherrytree Sessions                                     | 2009 | [ 36 ]        |
| "The Queen"                                                                   | Không                                     | Lady Gaga Fernando Garibay | Born This Way                                               | 2011 | [ 19 ]        |
| "Quicksand"                                                                   | Britney Spears                            | Lady Gaga Fernando Garibay | Circus                                                      | 2008 | [ 56 ]        |
| "Rain on Me"                                                                  | Ariana Grande                             | Lady Gaga BloodPop Ariana Grande Matthew Burns Nija Charles Rami Yacoub Martin Joseph Léonard Bresso Alexander Ridha                                                | Chromatica                                                  | 2020 | [ 13 ]        |
| "Replay"                                                                      | Không                                     | Lady Gaga BloodPop Matthew Burns | Chromatica                                                  | 2020 | [ 13 ]        |
| "Retro Dance Freak"                                                           | Không                                     | Lady Gaga Rob Fusari | The Fame                                                    | 2009 | [ 4 ]         |
| "Scheiße" •                                                                   | Không                                     | Lady Gaga RedOne | Born This Way                                               | 2011 | [ 19 ]        |
| "Sexxx Dreams"                                                                | Không                                     | Lady Gaga Paul "DJ White Shadow" Blair Martin Bresso William Grigahcine                                                                                             | Artpop                                                      | 2013 | [ 20 ]        |
| "Shallow"                                                                     | Bradley Cooper                            | Lady Gaga Mark Ronson Anthony Rossomando Andrew Wyatt | A Star Is Born                                              | 2018 | [ 17 ]        |
| "Sine from Above"                                                             | Elton John                                | Lady Gaga BloodPop Elton John Axel Hedfors Rami Yacoub Richard Zastenker Vincent Pontare Sebastian Ingrosso Johannes Klahr Benjamin Rice Ryan Tedder Salem Al Fakir | Chromatica                                                  | 2020 | [ 13 ]        |
| "Sine from Above" (Piano Version)                                             | Không                                     | Lady Gaga BloodPop Elton John Axel Hedfors Rami Yacoub Richard Zastenker Vincent Pontare Sebastian Ingrosso Johannes Klahr Benjamin Rice Ryan Tedder Salem Al Fakir | Không                                                       | 2020 | [ 58 ]        |
| "Sinner's Prayer"                                                             | Không                                     | Lady Gaga Josh Tillman Mark Ronson Thomas Brenneck | Joanne                                                      | 2016 | [ 15 ]        |
| "So Happy I Could Die"                                                        | Không                                     | Lady Gaga Nick Dresti RedOne | The Fame Monster                                            | 2009 | [ 6 ]         |
| "Sour Candy" •                                                                | Blackpink                                 | Lady Gaga BloodPop Matthew Burns Rami Yacoub Madison Emiko Love Teddy Park                                                                                          | Chromatica                                                  | 2020 | [ 13 ]        |
| "Speechless"                                                                  | Không                                     | Lady Gaga ‡ | The Fame Monster                                            | 2009 | [ 6 ]         |
| "Stache" (Princess High Stache Mix)                                           | Zedd                                      | Anton Zaslavski Lady Gaga | Không                                                       | 2012 | [ 60 ]        |
| "Starstruck"                                                                  | Space Cowboy Flo Rida                     | Lady Gaga Martin Kierszenbaum Nick Dresti Tramar Dillard | The Fame                                                    | 2008 | [ 4 ]         |
| "Stuck on Fuckin' You"                                                        | Không                                     | Lady Gaga ‡ | Không                                                       | 2011 | [ 61 ]        |
| "Stupid Love"                                                                 | Không                                     | Lady Gaga BloodPop Max Martin Martin Joseph Léonard Bresso Ely Rise                                                                                                 | Chromatica                                                  | 2020 | [ 13 ]        |
| "Summerboy"                                                                   | Không                                     | Lady Gaga Brian Kierulf Josh Schwartz | The Fame                                                    | 2008 | [ 4 ]         |
| "Summer of Love"                                                              | U2                                        | Jacknife Lee Ryan Tedder Brent Kutzle | Songs of Experience                                         | 2017 | [ 62 ]        |
| "Swine"                                                                       | Không                                     | Lady Gaga Paul "DJ White Shadow" Blair Dino Zisis Nick Monson | Artpop                                                      | 2013 | [ 20 ]        |
| "Teeth"                                                                       | Không                                     | Lady Gaga Taja Riley | The Fame Monster                                            | 2009 | [ 6 ]         |
| "Telephone"                                                                   | Beyoncé                                   | Lady Gaga Beyoncé Knowles LaShawn Daniels Lazonate Franklin Rodney Jerkins                                                                                          | The Fame Monster                                            | 2009 | [ 6 ]         |
| "They All Laughed"                                                            | Tony Bennett                              | George Gershwin Ira Gershwin | Cheek to Cheek                                              | 2014 | [ 10 ]        |
| "Til It Happens to You"                                                       | Không                                     | Lady Gaga Diane Warren | The Hunting Ground                                          | 2015 | [ 63 ]        |
| "Vanity”                                                                      | Không                                     | Lady Gaga Rob Fusari Thomas Kafafian | Không                                                       | 2008 | [ 64 ] [ 65 ] |
| "Venus"                                                                       | Không                                     | Lady Gaga Paul "DJ White Shadow" Blair | Artpop                                                      | 2013 | [ 20 ]        |
| "Video Phone" (Extended Remix)                                                | Beyoncé                                   | Beyoncé Knowles Lady Gaga Sean Garrett Shondrae Crawford | I Am... Sasha Fierce                                        | 2009 | [ 66 ]        |
| "We're Doing a Sequel"                                                        | The Muppets Tony Bennett                  | Bret McKenzie | Muppets Most Wanted                                         | 2014 | [ 67 ]        |
| "White Christmas"                                                             | Không                                     | Irving Berlin | A Very Gaga Holiday                                         | 2011 | [ 34 ]        |
| "Why Did You Do That?"                                                        | Không                                     | Lady Gaga Dianne Warren Mark Nilan Jr. Nick Monson Paul "DJWS" Blair                                                                                                | A Star Is Born                                              | 2018 | [ 17 ]        |
| "Winter Wonderland"                                                           | Tony Bennett                              | Felix Bernard Richard B. Smith | Không                                                       | 2014 | [ 68 ]        |
| "World Family Tree"                                                           | Melle Mel                                 | Melle Mel Lady Gaga | The Portal in the Park (bonus CD audio book)                | 2006 | [ 38 ]        |
| "You and I"                                                                   | Không                                     | Lady Gaga ‡ | Born This Way                                               | 2011 | [ 19 ]        |
| "You and I" (Live from the Apollo)                                            | Không                                     | Lady Gaga ‡ | Lady Gaga Live from the Apollo (as Broadcast on SiriusXM)   | 2019 | [ 27 ]        |
| "You and I" (Live Version)                                                    | Không                                     | Lady Gaga ‡ | A Very Gaga Holiday                                         | 2011 | [ 34 ]        |
| "Your Song"                                                                   | Không                                     | Elton John Bernie Taupin | Revamp: Reimagining the Songs of Elton John & Bernie Taupin | 2018 | [ 69 ]        |
| "You're the Top"                                                              | Tony Bennett                              | Cole Porter | Love for Sale                                               | 2021 | [ 31 ]        |